# Nelson Pereira dos Santos
Nelson Pereira dos Santos (ur. 22 października 1928 w São Paulo, zm. 21 kwietnia 2018 w Rio de Janeiro) – brazylijski reżyser, scenarzysta i producent filmowy, określany mianem "ojca brazylijskiego kina". W swoich często nagradzanych filmach ukazywał życie brazylijskich slumsów.

## Życiorys
Studiował na uczelni filmowej IDHEC w Paryżu. Jego debiut fabularny Rio 40 stopni (1955), inspirowany osiągnięciami włoskiego neorealizmu, portretował życie mieszkańców faweli w Rio de Janeiro. Dał również impuls do powstania w brazylijskim kinie nurtu Cinema Novo. Powstała na podstawie powieści Graciliano Ramosa Susza (1963) zdobyła Nagrodę OCIC na 17. MFF w Cannes.
Był pierwszym w historii filmowcem zaproszonym do Brazylijskiej Akademii Literatury. Zasiadał w jury konkursu głównego na 43. (1986) i 50. MFF w Wenecji (1993).